# 丙酮酸羧化酶
丙酮酸羧化酶,化學式為:C5675H8960O1669N1580S48Mn属于连接酶类的酶，催化（根据不同的物种）丙酮酸的可逆羧基化，形成草酰乙酸。

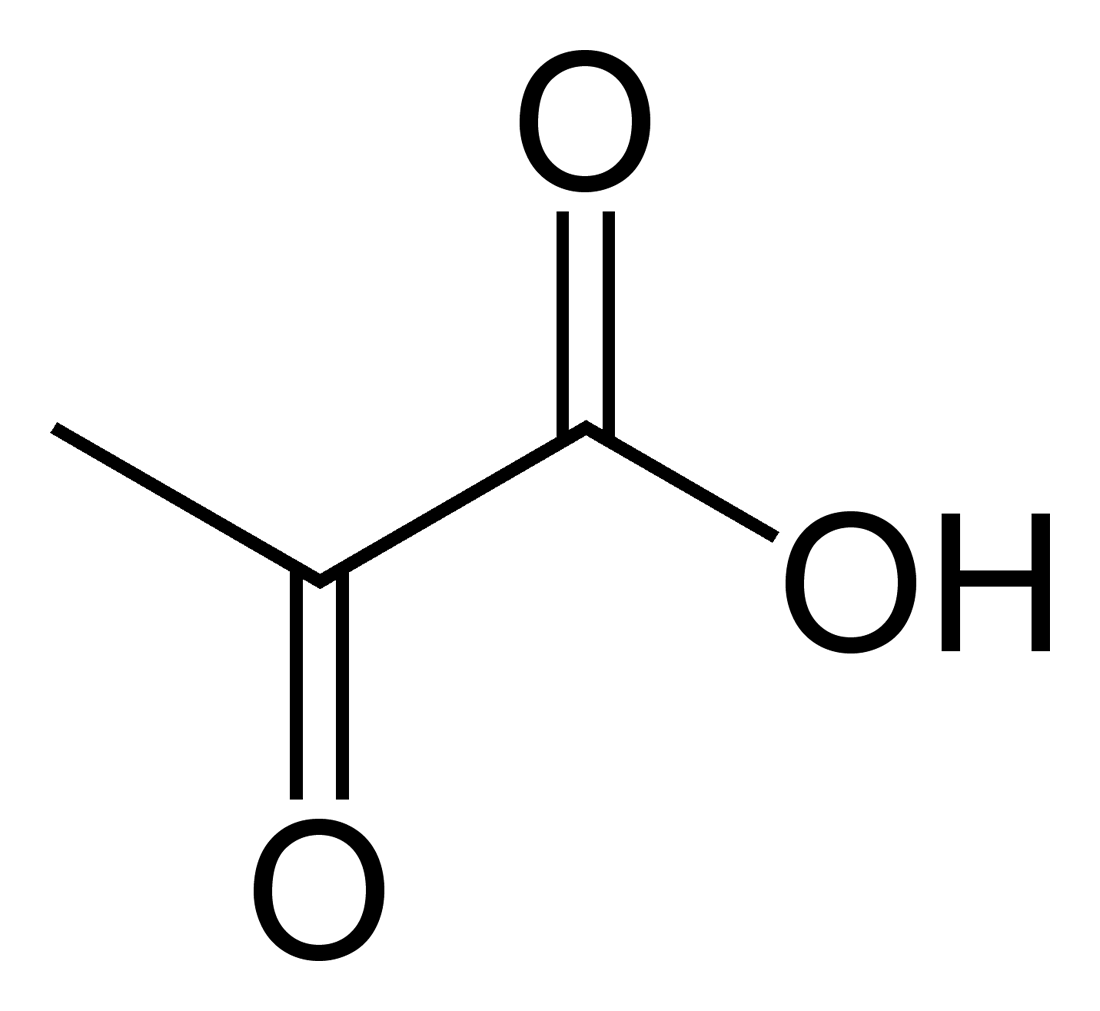
丙酮酸
草酰乙酸